# Rogelio Vignote
Rogelio Vignote Vignote (Madrid, 5 de septiembre de 1891-Córdoba, 16 de septiembre de 1942) fue un militar y político español. Durante la Dictadura franquista llegó a ejercer como gobernador civil de Córdoba, entre 1941 y 1942.

## Biografía
Nacido en Madrid en 1891, realizó estudios en la Academia de Caballería de Valladolid. En 1923 se trasladó a África, llegando a participar en la guerra del Rif integrado en el grupo de Regulares de Alhucemas, Marruecos español.
Durante el periodo de la Segunda República se afilió al partido fascista Falange Española. En 1934, por encargo de José Antonio Primo de Rivera, se trasladó a Córdoba como jefe provincial de Falange con la misión de organizar el partido en tierras cordobesas. En la capital organizó el SEU e inauguró la sede de Falange en un palacio de la calle Rey Heredia. En las elecciones de febrero de 1936 fue candidato de Falange por Córdoba, llegando a obtener 1533 votos, insuficientes para sacar el acta de diputado. Posteriormente sería detenido, en el contexto de las acciones policiales contra Falange.
Llegó a formar parte del núcleo conspirativo contra la República en Córdoba, que meses después acabaría desembocando en el estallido de la Guerra civil. Vignote, sin embargo, no tuvo un papel relevante durante la contienda.
En octubre de 1939 fue nombrado jefe provincial de FET y de las JONS en Córdoba. A este cargo se uniría en mayo de 1941 el de gobernador civil, en sustitución de Joaquín de Cárdenas Llavaneras. Llegó a mantener varios conflictos con el director del diario Azul —y posteriormente, del diario Córdoba—, el falangista José Escalera del Real; como consecuencia de los mismos, éste terminaría siendo cesado. Rogelio Vignote falleció en Córdoba, en septiembre de 1942.

## Referencicas
1. ↑  Ponce Alberca, 2008, pp. 77, 101.
2. 1 2 3 4  Moreno Gómez, 1985, p. 3.
3. ↑  Palacios Bañuelos, 1990, p. 413.
4. ↑  Moreno Gómez, 1985, pp. 3, 8.
5. ↑  Moreno Gómez, 1985, pp. 3-5.
6. ↑  Ponce Alberca, 2008, p. 78.
7. ↑  Sánchez Garrido, 1990, p. 403.